# Mercè Galí
Mercè Galí   (Barcelona, 1973) és una il·lustradora catalana.
Va créixer envoltada de contes a la llibreria dels seus pares, la Llibreria Galí del carrer Verdi nº 52, a la Vila de Gràcia. Va estudiar a l'Escola Llotja de Barcelona i es va llicenciar en Belles Arts per la Universitat de Barcelona amb l'especialitat de gravat.
Treballa sobretot en l'àmbit de la il·lustració infantil i juvenil per diferents editorials catalanes (Combel, Flamboyant, La Galera...), d'àmbit estatal (Nubeocho, La Guarida, Litera libros...) i de l'estranger (Langue au chat, Frimousse, Kite edizioni,Coccole books, Amanuta). Els seus llibres s'han traduït a diferents idiomes (xinès, coreà, italià, francès, anglès, euskera, alemany).
Col·labora habitualment a Cavall Fort i Tatano. Té nombrosos llibres publicats de poesia il·lustrada per a infants, d'autors com: Lola Casas, Miquel Desclot, Salvador Comelles o Joana Raspall.
Dins de l'àmbit publicitari, és autora del cartell de les Festes de la Laia al 2006 de Barcelona, el cartell de Món Llibre 2009 i de diversos programes i cartells de l'Auditori de Barcelona per a espectacles infantils.
Ha estat seleccionada a la 24ªBiennal d'il·lustració de Bratislava el 2013 amb els llibres "Guirigall al Mercat" i "Lluís Llach, de gran vull ser cantautor" de Pep Molist i editats per ed. Efadós.
A la International Children’s Book Fair in Bologna 2019, el llibre El meus primeurs haïkús va ser seleccionat dins els millors Toddler Books, i el llibre El Petit Indi va formar part de l'exposició, dins la Fira, dels 10 finalistes del concurs Silent Book Contest.
Paral·lelament, s'endinsa en el món creatiu del llibre d'artista i del gravat amb diferents projectes personals i col·lectius i participa en diferents exposicions d'il·lustració i llibre d'artista.
Exposa a la fira internacional d'art contemporani de Bolonya Arte Fiera amb la mostra "Pagine d'arte. Il libro d'artista: avanguardie storiche e produzioni contemporanee" (2016), i a l'Accademia di Belle Arti di Catania amb l'exposició “I segni di Agathae”(2016). Participa en l'edició d' Arts Libris 2016.
De tant en tant compagina la il·lustració de llibres amb la docència impartint tallers creatius per a infants i classes de gravat per a adults a l'Escola d'Art municipal Manolo Hugué.